# Vaca das Cordas

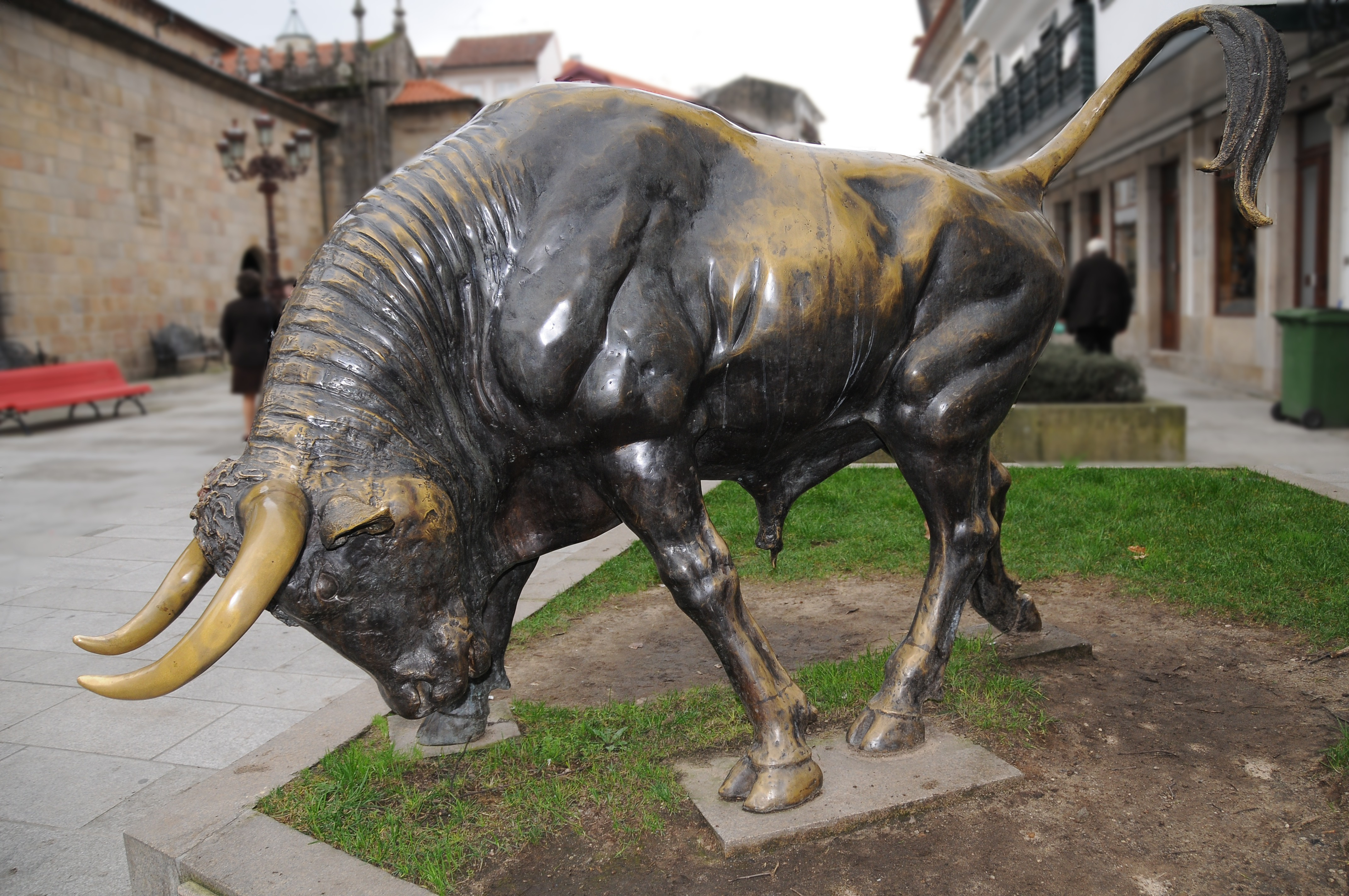
Homenagem ao Touro, Ponte de Lima.

A Vaca das Cordas é um tipo de corrida de touros ao ar livre, tradicional em Ponte de Lima, Portugal.
A tradição da Vaca das Cordas obriga a que o animal — que afinal é um touro —, saia para a rua pelas 18 horas, conduzido por cerca de dezena e meia de pessoas e preso por duas cordas. É levado até à Igreja Matriz e preso à janela de ferro da Torre dos Sinos, sendo-lhe dado um banho de vinho tinto da região, "lombo abaixo, para retemperar forças", conforme reza o costume local.[carece de fontes?]
Dá depois três voltas à igreja, sempre com percalços e muitos trambolhões à mistura dos populares que ousam enfrentá-lo, após o que é levado para o extenso areal da vila, dando lugar a peripécias, com corridas, sustos, nódoas negras e trambolhões e até pegas de caras amadoras.

## História
É uma tradição que data de 1646 e que tem lugar na véspera da festa do Corpo de Deus.
A tradição tem origem numa lenda local que refere que a Igreja Matriz da primitiva vila era um templo pagão, onde se venerava uma deusa sob a forma de uma vaca. Quando o templo pagão foi transformado em igreja pelos cristãos, a imagem bovina da deusa foi retirada do nicho onde era venerada e, presa por cordas, foi arrastada pelas ruas da vila até serem completadas três voltas ao templo, sendo depois arrastada pelas ruas da povoação com "aprazimento" de todos os habitantes.
É um touro que percorre as ruas da vila preso por cordas.
Um texto do historiador grego Diodoro Sículo (IV, 1 8, 3) afirma que, na Ibéria, as vacas eram animais sagrados.[carece de fontes?]